# Hardie Albright
Hardie Albright (* 16. Dezember 1903 in Charleroi, Pennsylvania als Hardie Hunter Albrecht; † 7. Dezember 1975 in Mission Viejo, Kalifornien) war ein US-amerikanischer Schauspieler.

## Leben und Karriere
Albright – der seinen ursprünglichen, deutsch klingenden Nachnamen Albrecht schon früh ablegte – war bereits in seiner Kindheit als Schauspieler aktiv, da seine Eltern tourende Vaudeville-Künstler waren. Er studierte Schauspiel an der Carnegie Tech. 1926 machte er sein Debüt am New Yorker Broadway in dem Stück Saturday Night, in den folgenden vier Jahren war er dort regelmäßig tätig, unter anderem spielte er in mehreren Shakespeare-Stücken und war in Eva Le Galliennes Theatertruppe. Sein Auftritt als jugendlicher Liebhaber in The Greeks Had a Word for It von Autorin Zoë Akins brachte ihm 1930 einen Filmvertrag in Hollywood ein, woraufhin er an die Westküste umsiedelte.
In der Pre-Code-Ära im Hollywood der frühen 1930er-Jahre war Albright vielbeschäftigt in Rollen als meist etwas unreifer, gelegentlich verwöhnter junger Mann. Der blonde Schauspieler übernahm in aufwendigen Filmen Nebenrollen an der Seite von Stars wie Kay Francis oder Barbara Stanwyck, nur in B-Movies boten sich Hauptrollen an – so blieb ihm der Aufstieg zum Filmstar verwehrt. 1934 spielte er den Reverend Arthur Dimmesdale in einer weniger erfolgreichen Filmversion von Nathaniel Hawthornes Der scharlachrote Buchstabe. 1935 zog er sich für fünf Jahre aus dem Filmgeschäft zurück und spielte wieder am Broadway. Nach seiner Rückkehr nach Hollywood 1940 blieben die Rollenangebote mäßig. Neben B-Movie-Hauptrollen verkörperte er einige Schurken, so als Gangster, der seinen von Paul Muni gespielten Partner erschießt, in der Schwarzen Komödie Angel on My Shoulder aus dem Jahr 1946. Am nachhaltigsten in die Filmgeschichte schrieb sich Albright wahrscheinlich 1942, als er dem jugendlichen Bambi in dem gleichnamigen Disney-Klassiker seine Stimme lieh.
Mitte der 1940er-Jahre zog sich Albright aus dem Kinogeschäft zurück und arbeitete anschließend als Schauspieldozent an der University of California (Los Angeles), auch veröffentlichte er mehrere Fachbücher über das Schauspiel. 1960 kehrte er erneut nach längerer Pause vor die Kameras zurück und übernahm bis einschließlich 1966 Gastrollen in Fernsehserien wie Perry Mason, Tausend Meilen Staub, Erwachsen müßte man sein, 77 Sunset Strip und Verliebt in eine Hexe.
Albrights erste Ehe mit der Schauspielerin Martha Sleeper wurde 1940 nach sechs Jahren geschieden. Mit seiner zweiten Frau Arnita Wallace hatte er eine Tochter namens Vicky. Er starb im Dezember 1975 kurz vor seinem 72. Geburtstag an Herzversagen.

## Filmografie (Auswahl)
- 1931: Young Sinners
- 1932: Ein Dieb mit Klasse (Jewel Robbery)
- 1932: Einsame Herzen (The Purchase Price)
- 1932: Three on a Match
- 1932: The Match King
- 1932: This Sporting Age
- 1932: Die große Pleite (The Crash)
- 1932: So Big
- 1932: Die Hütte im Baumwollfeld (The Cabin in the Cotton)
- 1932: Rettender Ruin (A Successful Calamity)
- 1933: The Working Man
- 1933: Ein Stück vom Mond (Three-Cornered Moon)
- 1933: Das Hohe Lied (The Song of Songs)
- 1933: The House on 56th Street
- 1934: The 9th Guest
- 1934: The Scarlet Letter
- 1934: Beggar’s Holiday
- 1935: Red Salute
- 1940: Granny Get Your Gun
- 1941: Dem Schicksal vorgegriffen (Flight from Destiny)
- 1941: Navy Blues
- 1942: Saboteure (Saboteur)
- 1942: Der große Wurf (The Pride of the Yankees)
- 1942: Helden der Lüfte (Captains of the Clouds)
- 1942: The Mad Doctor of Market Street
- 1942: Bambi (Sprechrolle)
- 1942: Lady in a Jam
- 1945: Falsche Scham (Mom and Dad)
- 1945: The Jade Mask
- 1946: Angel on My Shoulder
- 1961: Perry Mason (Fernsehserie, 2 Folgen)
- 1961: Tausend Meilen Staub (Rawhide; Fernsehserie, 2 Folgen)
- 1961: Am Fuß der blauen Berge (Laramie; Fernsehserie, Folge Wolf Club)
- 1962: Twilight Zone (The Twilight Zone; Fernsehserie, Folge To Serve Man)
- 1962: Erwachsen müßte man sein (Leave It to Beaver; Fernsehserie, 2 Folgen)
- 1962–1963: Dennis, Geschichten eines Lausbuben (Dennis the Menace; Fernsehserie, 3 Folgen)
- 1962/1966: Rauchende Colts (Gunsmoke; Fernsehserie, 2 Folgen)
- 1963: 77 Sunset Strip (Fernsehserie, Folge The Man Who Wasn't There)
- 1965: Verliebt in eine Hexe (Bewitched; Fernsehserie, Folge The Very Informal Dress)
- 1966: Die Monroes (The Monroes; Fernsehserie, Folge Gold Fever)